# Света Матрона Хиоска (Кърчища)
Вижте пояснителната страница за други значения на Света Матрона.
„Света Матрона“ (на гръцки: Αγίας Ματρώνας) е възрожденска православна църква в костурското село Кърчища (Полианемо), Егейска Македония, Гърция. Храмът е част от Костурската епархия.
Църквата е разположена в западния край на селото. Построена в края на XIX век. В архитектурно отношение е типичната за епохата трикорабна базилика.